# Hottea ekmanii
Hottea ekmanii là một loài thực vật có hoa trong Họ Đào kim nương. Loài này được (Urb.) Borhidi mô tả khoa học đầu tiên năm 1992.